# Камышинская улица (Санкт-Петербург)
Камы́шинская у́лица — улица в Красногвардейском районе Санкт-Петербурга. Проходит от Лесопарковой улицы за Ковалёвскую улицу. Протяжённость — 880 м.

## История
Название улица получила 14 августа 1958 года «в честь строительства Камышинской ГЭС».
Улица прошла по насыпи разобранной железной дороги. В 1977 году на опорах железнодорожного моста через реку Лубью построили пешеходный мост. 6 ноября 1997 года ему присвоили название Камышинский. В 2020 году старый Камышинский мост был заменен новым.

## Здания и сооружения
- дом 15:

1. ООО «Союз Балт Комплект»
2. ОАО «СтройМеталКонструкция» («СМК»)

- производственные территории
- жилые здания
- хозяйственные постройки
- мост через реку Лубью (Луппу)

## Транспорт
- Метро: «Ладожская»
- Автобус: № 23
- Ж/д платформы: Раздельный пост (640 м)
- Трамвайный парк «Чижик»

## Пересечения
С севера на юг:
- Ковалёвская улица
- Беломорская улица
- Братская улица
- Лесопарковая улица